# Adrián Arregui
Adrián Arregui Marincovich (Berazategui, Argentina, 12 de agosto de 1992) es un futbolista argentino. Juega como centrocampista su equipo actual es Temperley de la Primera Nacional de Argentina.

## Trayectoria
Surgió de las inferiores de Quilmes, luego pasó a las divisiones inferiores de Berazategui y allí debutó oficialmente. Con Abel Moralejo llegó a ser el capitán del Naranja.
En el primer semestre del 2014, fue adquirido por Temperley para afrontar la segunda mitad de la Primera B, en la cual logró el ascenso a la B Nacional.
El 24 de noviembre, y luego de realizar una gran campaña con el gasolero, logró el ascenso a Primera División, tras ganarle 3 a 1 a All Boys en el estadio Alfredo Beranger. Así, Temperley consiguió subir dos categorías en menos de cinco meses, debido a la reestructuración del fútbol argentino, que otorgó diez ascensos a la máxima categoría.
En 2017, en el Montreal Impact de Canadá jugó 8 partidos. Luego de su corto paso por la MLS, volvió a Temperley y disputó 20 partidos, convirtiendo 3 goles, siendo importante como capitán.
En la temporada 2018–19 en la Primera División Argentina, disputó 18 compromisos oficiales con el Club Atlético San Martín de Tucumán, convirtiéndose en un baluarte del equipo en el mediocampo. Después de este paso se fue a Independiente Medellín, siendo este su segundo equipo a nivel en el exterior.
El 16 de diciembre de 2023 es anunciado como nuevo jugador de Alianza Lima de la Primera División peruana de cara a la temporada 2024.

## Clubes
Actualizado de acuerdo al último partido jugado el 30 de mayo de 2024.
| Club                   | País          | Año           | Part. | Goles |
| ---------------------- | ------------- | ------------- | ----- | ----- |
| Berazategui            | Argentina     | 2011-2014     | 59    | 3     |
| Temperley              | Argentina     | 2014-2016     | 64    | 3     |
| Montreal Impact        | Canadá        | 2017          | 8     | 0     |
| Temperley              | Argentina     | 2017-2018     | 20    | 3     |
| San Martín (T)         | Argentina     | 2018-2019     | 20    | 0     |
| Independiente Medellín | Colombia      | 2019-2020     | 35    | 7     |
| Huracán                | Argentina     | 2020-2021     | 9     | 1     |
| Independiente          | Argentina     | 2021          | 11    | 0     |
| Independiente Medellín | Colombia      | 2021-2022     | 79    | 11    |
| Temperley              | Argentina     | 2023          | 33    | 6     |
| Alianza Lima           | Perú          | 2024-         | 14    | 2     |
| Total carrera          | Total carrera | Total carrera | 352   | 36    |

## Estadísticas
| Club                              | Div.       | Temporada  | Liga  | Liga  | Liga   | Copa Nacional | Copa Nacional | Copa Nacional | Copa Internacional | Copa Internacional | Copa Internacional | Total | Total | Total  |
| Club                              | Div.       | Temporada  | Part. | Goles | Asist. | Part.         | Goles         | Asist.        | Part.              | Goles              | Asist.             | Part. | Goles | Asist. |
| --------------------------------- | ---------- | ---------- | ----- | ----- | ------ | ------------- | ------------- | ------------- | ------------------ | ------------------ | ------------------ | ----- | ----- | ------ |
| Independiente Medellín · Colombia | 1°         | 2019       | 17    | 4     | 1      | 7             | 3             | 0             | -                  | -                  | -                  | 24    | 7     | 1      |
| Independiente Medellín · Colombia | 1°         | 2020       | 5     | 0     | 0      | -             | -             | -             | 6                  | 0                  | 0                  | 11    | 0     | 0      |
| Independiente Medellín · Colombia | 1°         | 2021       | 17    | 2     | 1      | 4             | 1             | 1             | -                  | -                  | -                  | 21    | 3     | 2      |
| Independiente Medellín · Colombia | 1°         | 2022       | 47    | 7     | 6      | 3             | 0             | 0             | 8                  | 0                  | 1                  | 58    | 7     | 7      |
| Independiente Medellín · Colombia | Total club | Total club | 86    | 13    | 8      | 14            | 4             | 1             | 14                 | 0                  | 1                  | 114   | 17    | 10     |

## Palmarés

### Campeonatos nacionales
| Título        | Club                   | País     | Año  |
| ------------- | ---------------------- | -------- | ---- |
| Copa Colombia | Independiente Medellín | Colombia | 2019 |